# Jhonathan Dunn
Jhonathan Dunn (San Antonio, Texas; 17 de febrero de 1998) es un baloncestista estadounidense que pertenece a la plantilla de los South Bay Lakers de la G League. Con 1,93 metros de estatura, juega en la posición de escolta.

## Trayectoria deportiva
Es un jugador formado en el Alamo Heights High School de su ciudad natal, antes de ingresar en 2017 en la universidad de Southern Nazarene Crimson Storm, donde jugó cuatro temporadas la NCAA División II con los Southern Nazarene Crimson Storm, desde 2016 a 2020.
Tras no ser drafteado en 2020, firma un contrato por una temporada para debutar como profesional en las filas del Landstede Zwolle de la Dutch Basketball League.
En la temporada 2021-22, firma por el ZZ Leiden con el que disputa la BNXT League y la Eurocup.
El 22 de julio de 2022, firma por el MHP Riesen Ludwigsburg de la Basketball Bundesliga.
El 16 de noviembre de 2024 fichó por los South Bay Lakers de la G League.